# 入間川 (多摩川水系)
入間川（いりまがわ）は、東京都の主に調布市を流れる多摩川水系野川支流の一級河川。上流部は中仙川（なかせんがわ）と呼ばれている。
行政上の正式な読みは「いるまがわ」であるが、流域の地名（町名）の「入間町」は「いりまちょう」。

## 地理
上流は大部分が暗渠である。三鷹市内では「中仙川」と呼ばれ、暗渠の上に「中仙川遊歩道」が整備されている。下流の開渠部分もとても細く、住宅街の中を流れている。概ね南へ流れ、調布市入間町と狛江市との境界で野川に合流する。

## 歴史
入間の名
「入間川」や、その流域の「入間町」の「いりま」や「いるま」などの由来は不明である。
六郷用水（次太夫堀）の開削等
江戸時代の六郷用水（俗称：次太夫堀/多摩川を水源としていた用水路）の開削以前は、野川が現在より西の狛江市中心部を流れていて、当時現在の野川との合流点より下流の入間川は現在の野川の流路とほぼ同じ流路をとって、現在の世田谷区玉川付近で直接多摩川に合流していたと考えられる。しかし六郷用水の開削により、野川や入間川の水はほぼ全てが用水に取り入れられるようになった。しかも、旧入間川の流路の内、世田谷区喜多見付近はほとんどの区間が用水の水路に転用されたと考えられている。そして、現在の世田谷区大蔵付近で用水の水を旧入間川下流に一部放流し、その放水路（現在の世田谷区大蔵付近〜同区玉川付近）その部分をも野川と称した。他詳しくは六郷用水を参照。
昭和（1967年）の河川改修
昭和になって六郷用水も川の流路を失わない範囲で大部分が埋められ、野川の流路を東に寄らせる改修が行われた。野川は狛江市街に入らずに調布市と狛江市の市境付近に新たに開削された。それより下流の野川も、入間川との合流点をつくり、さらに下流の現在の小田急電鉄喜多見車両基地付近では、旧入間川より数百メートル程東に野川が開削され、さらに下流でも次太夫堀開削以前の入間川に近い流路がとられた。しかし、この開削した川も全区間野川と称したため、現在では「入間川」とは野川支流の短い極小河川のみを指す名となってしまった。

## 流域の自治体
東京都
調布市（ほとんどが暗渠）、三鷹市（ほとんどが暗渠）、狛江市

## ギャラリー

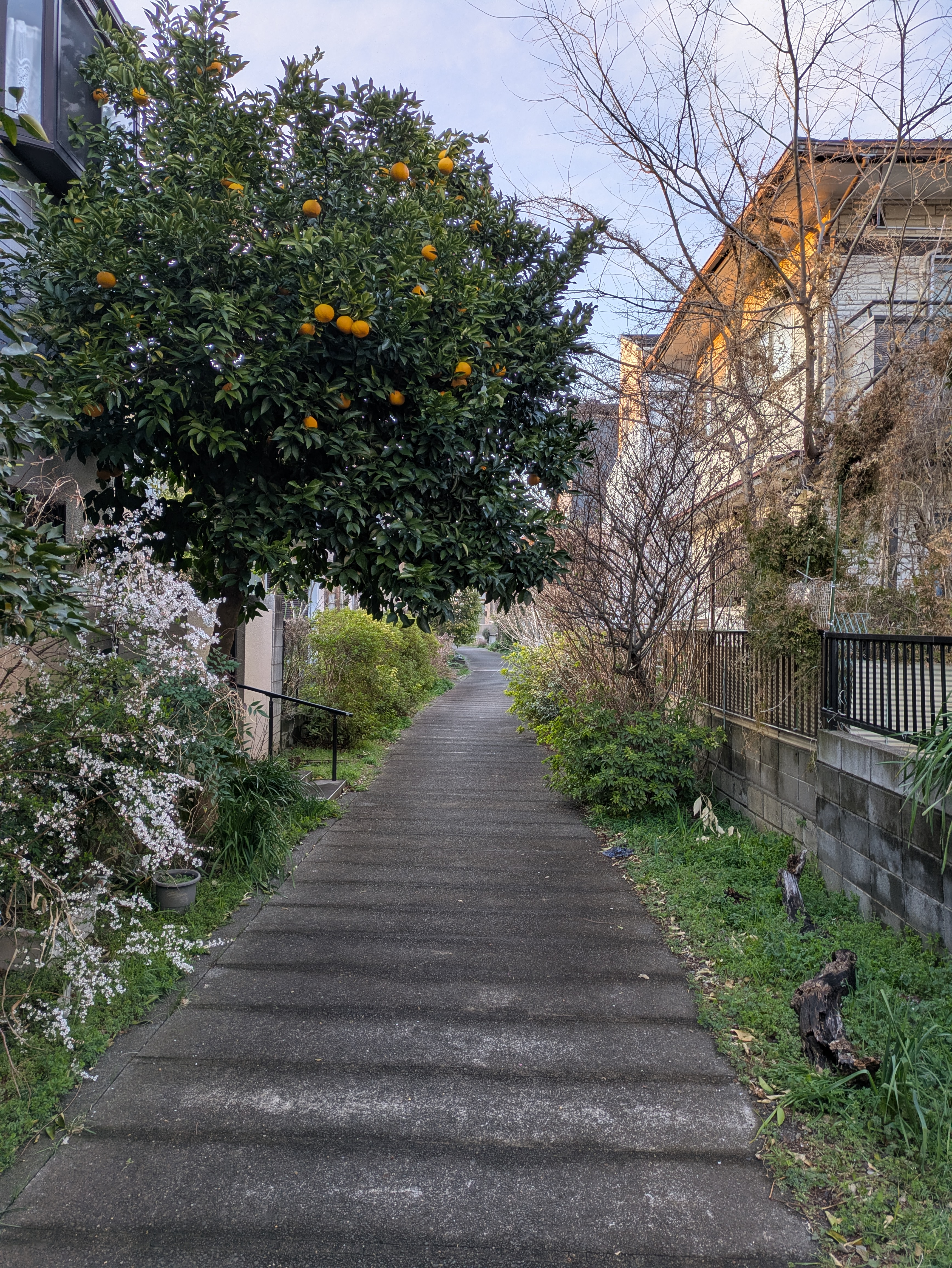
中仙川調布市深大寺東町暗渠部（調布市深大寺東町）
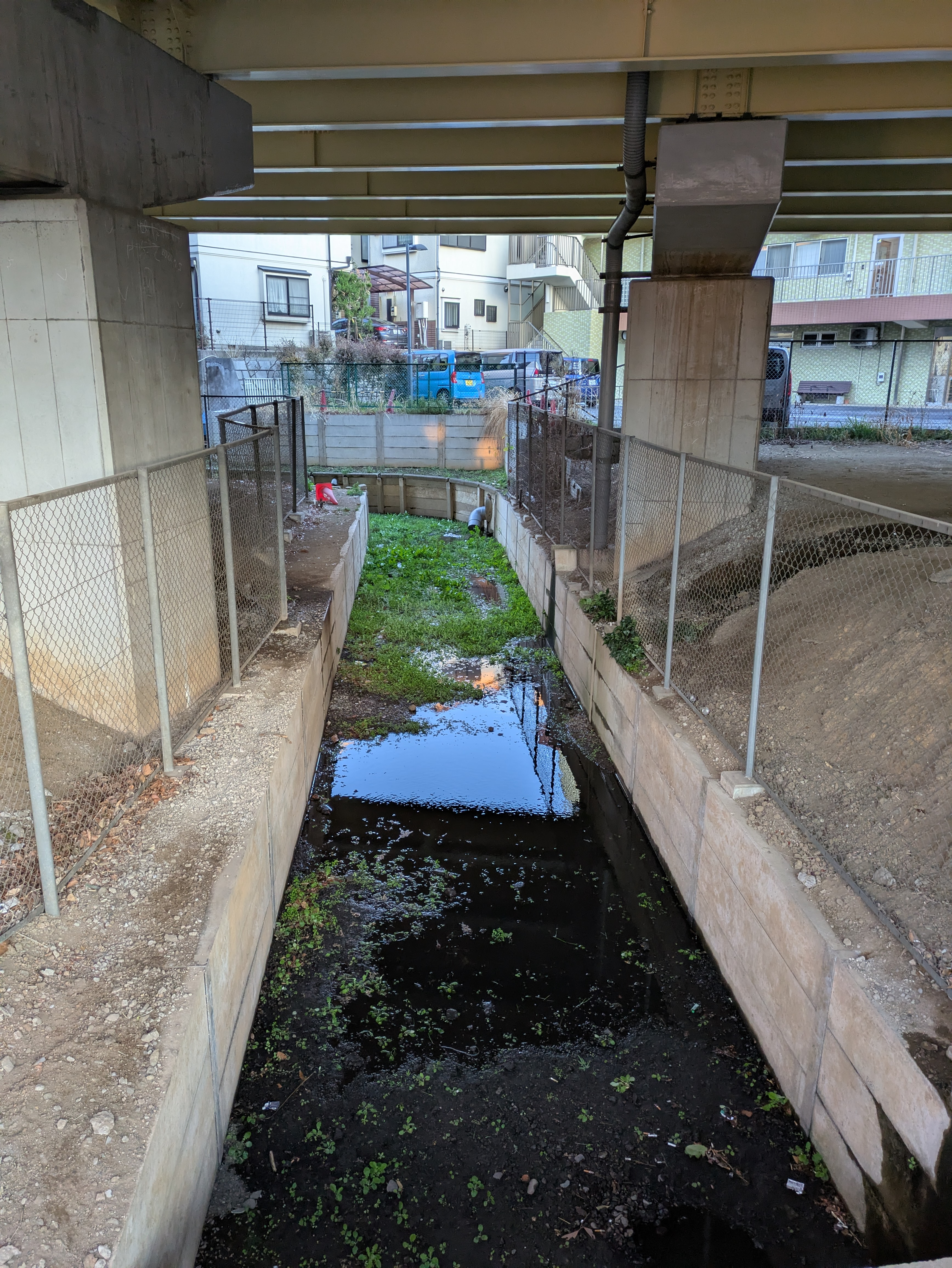
中仙川三鷹市中央高速部（三鷹市中原）
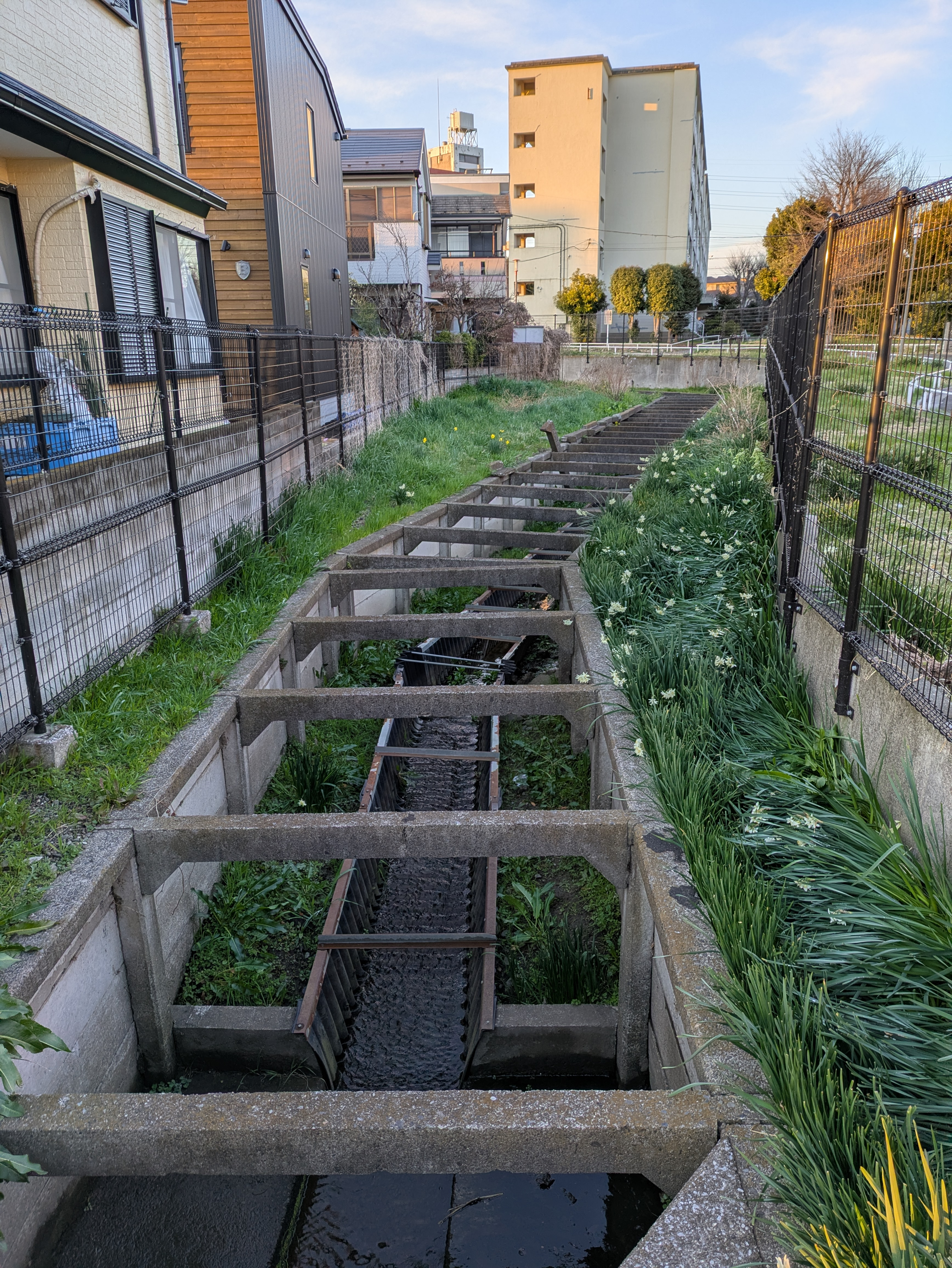
中仙川三鷹市中原開渠部（三鷹市中原）
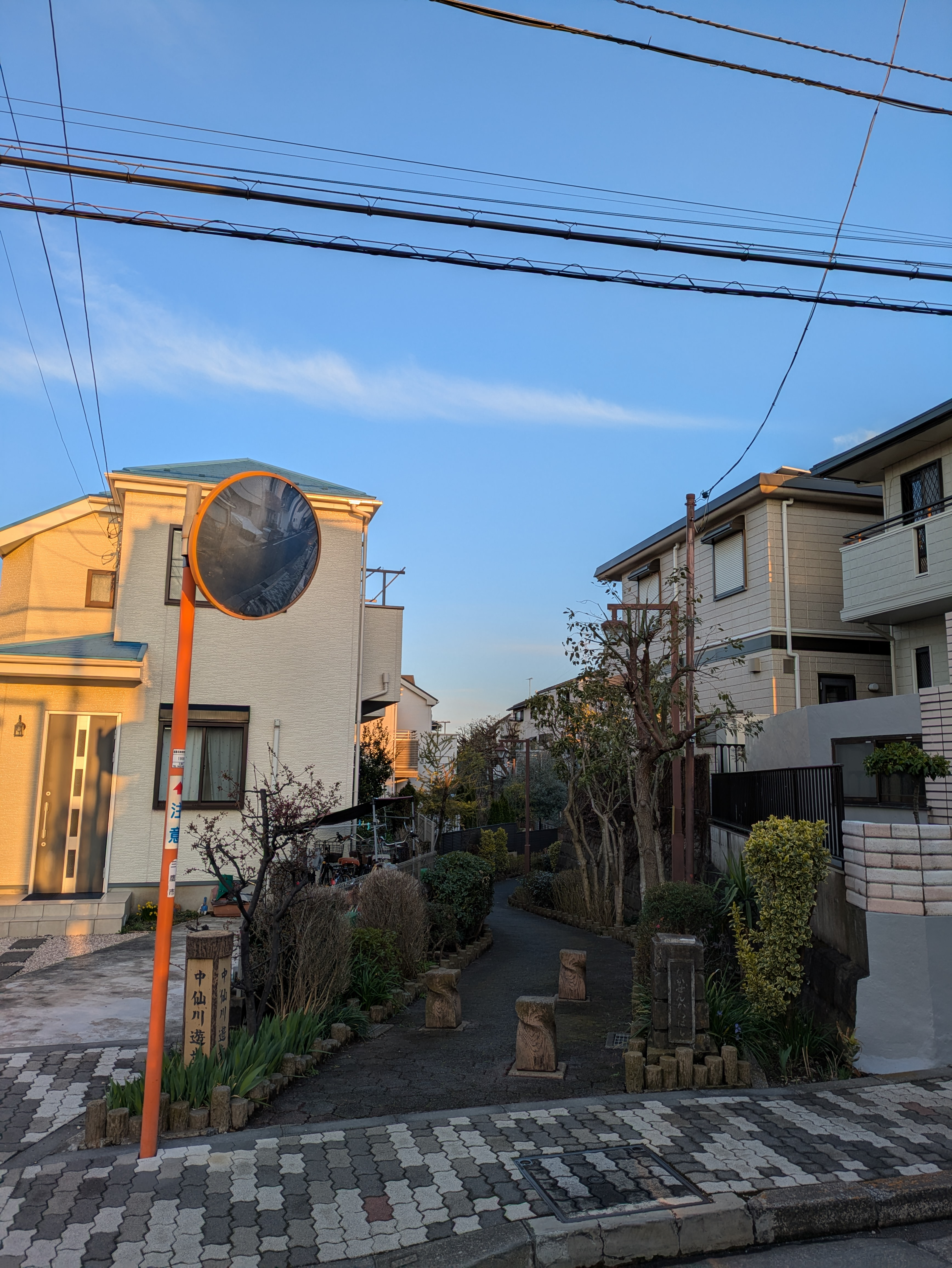
中原 中仙川遊歩道部（三鷹市中原）
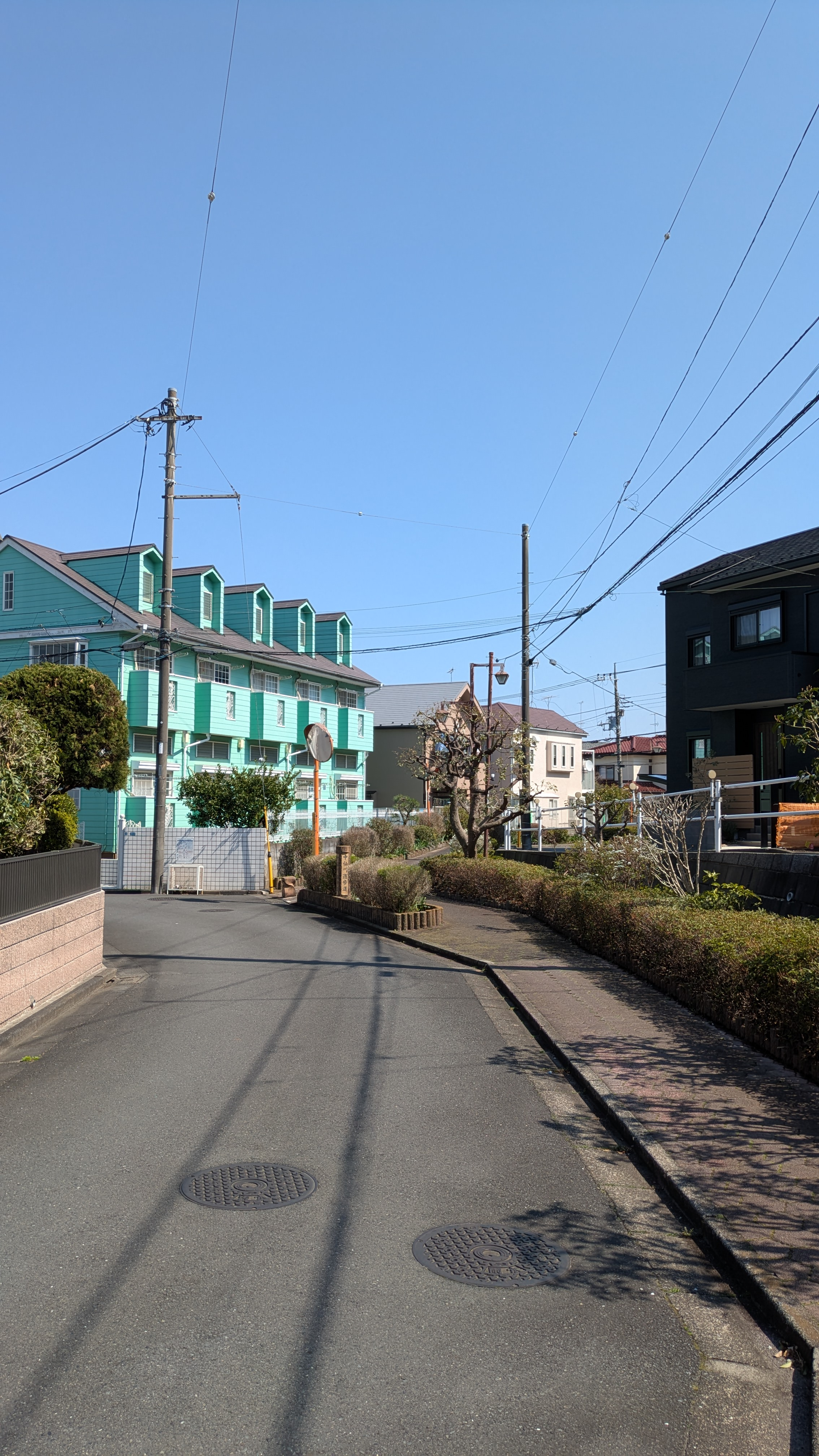
中仙川遊歩道　中原2丁目21付近（三鷹市中原）
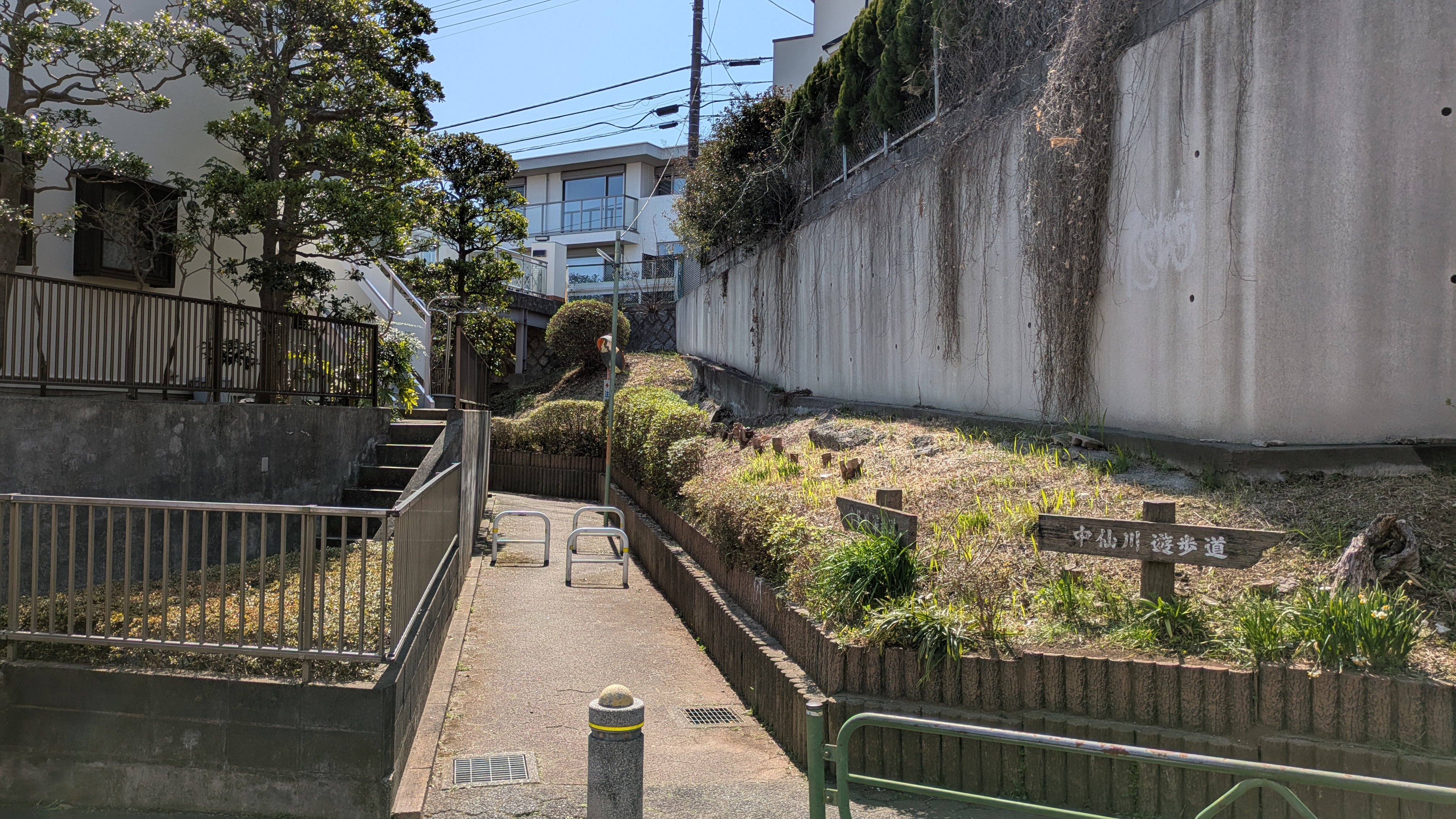
中仙川遊歩道　中原1丁目（三鷹市中原）
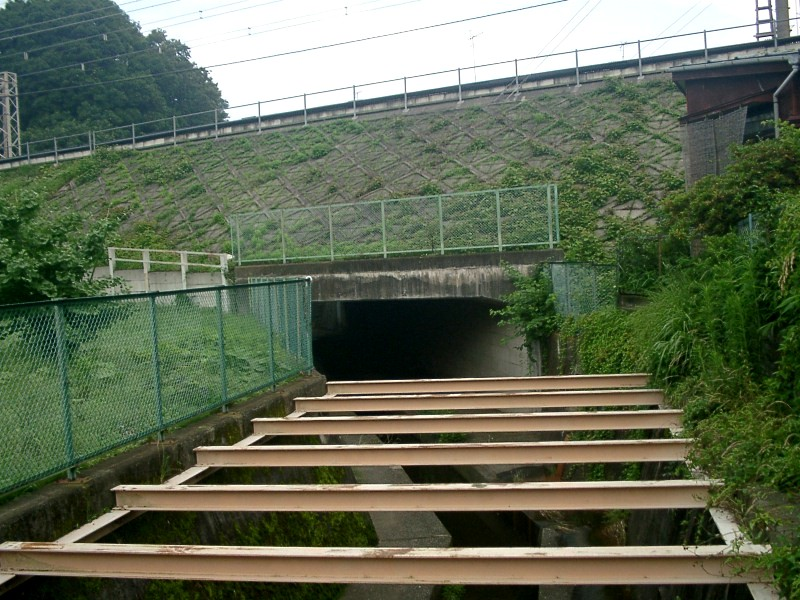
入間川を跨ぐ京王電鉄の築堤（調布市若葉町）
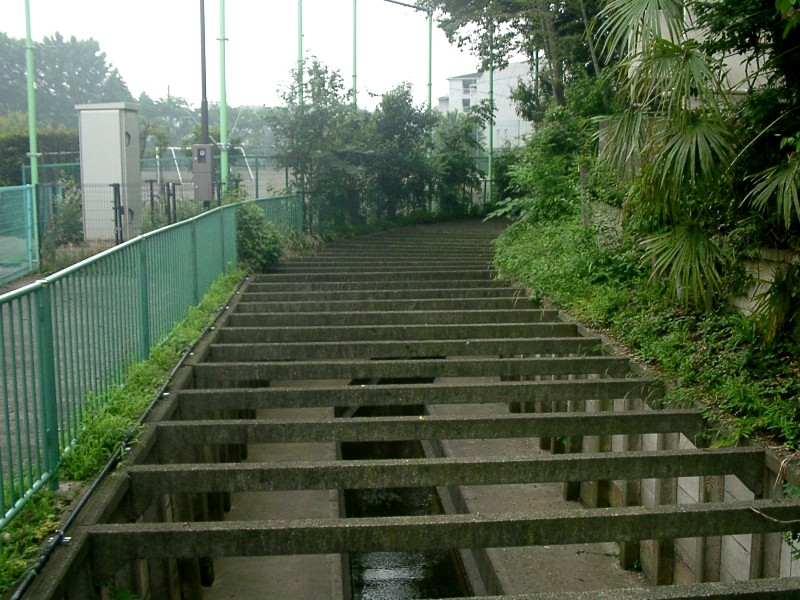
住宅地を流れる入間川（調布市若葉町）
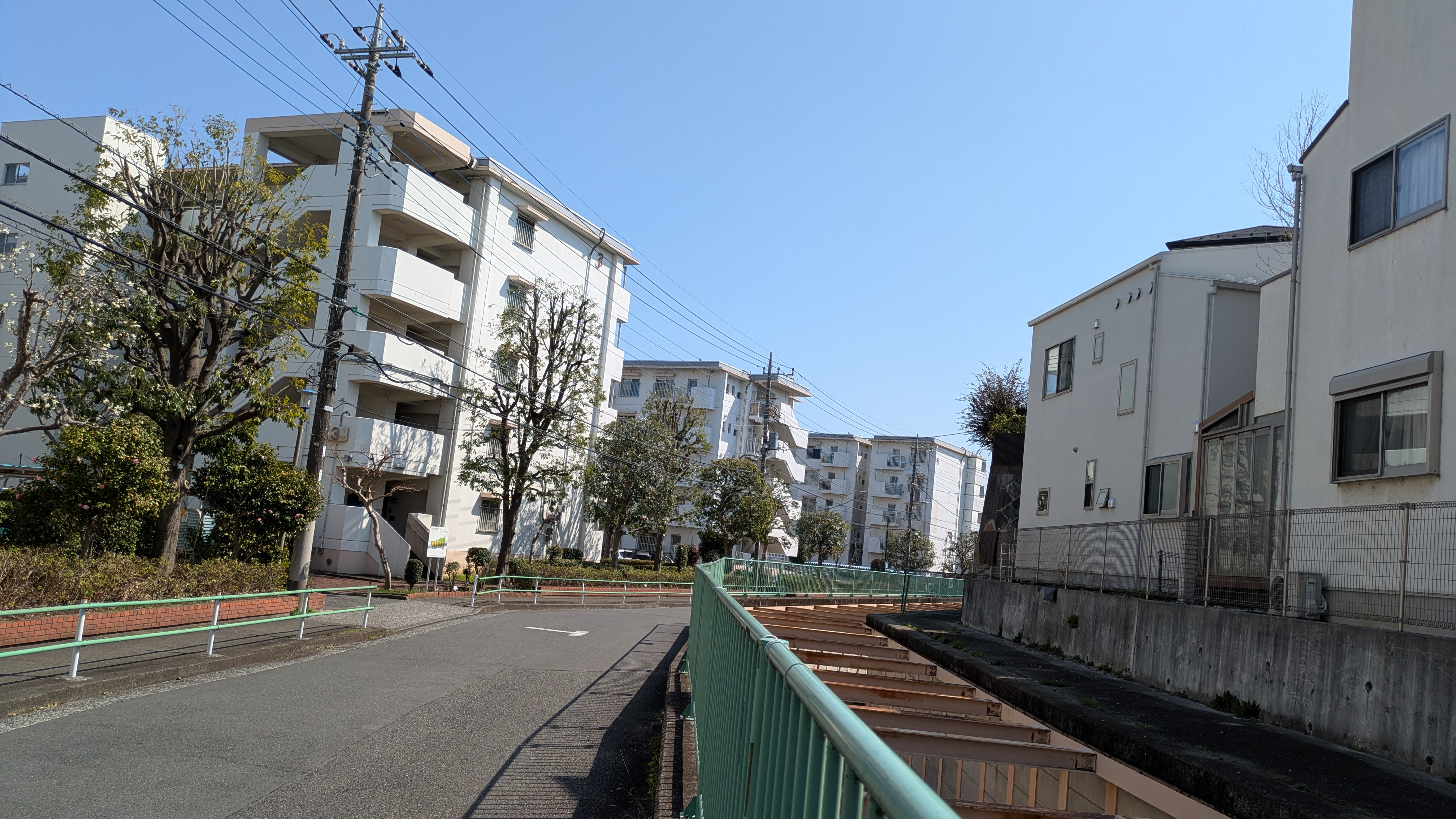
都営入間町2丁目アパートと入間川（調布市入間町）
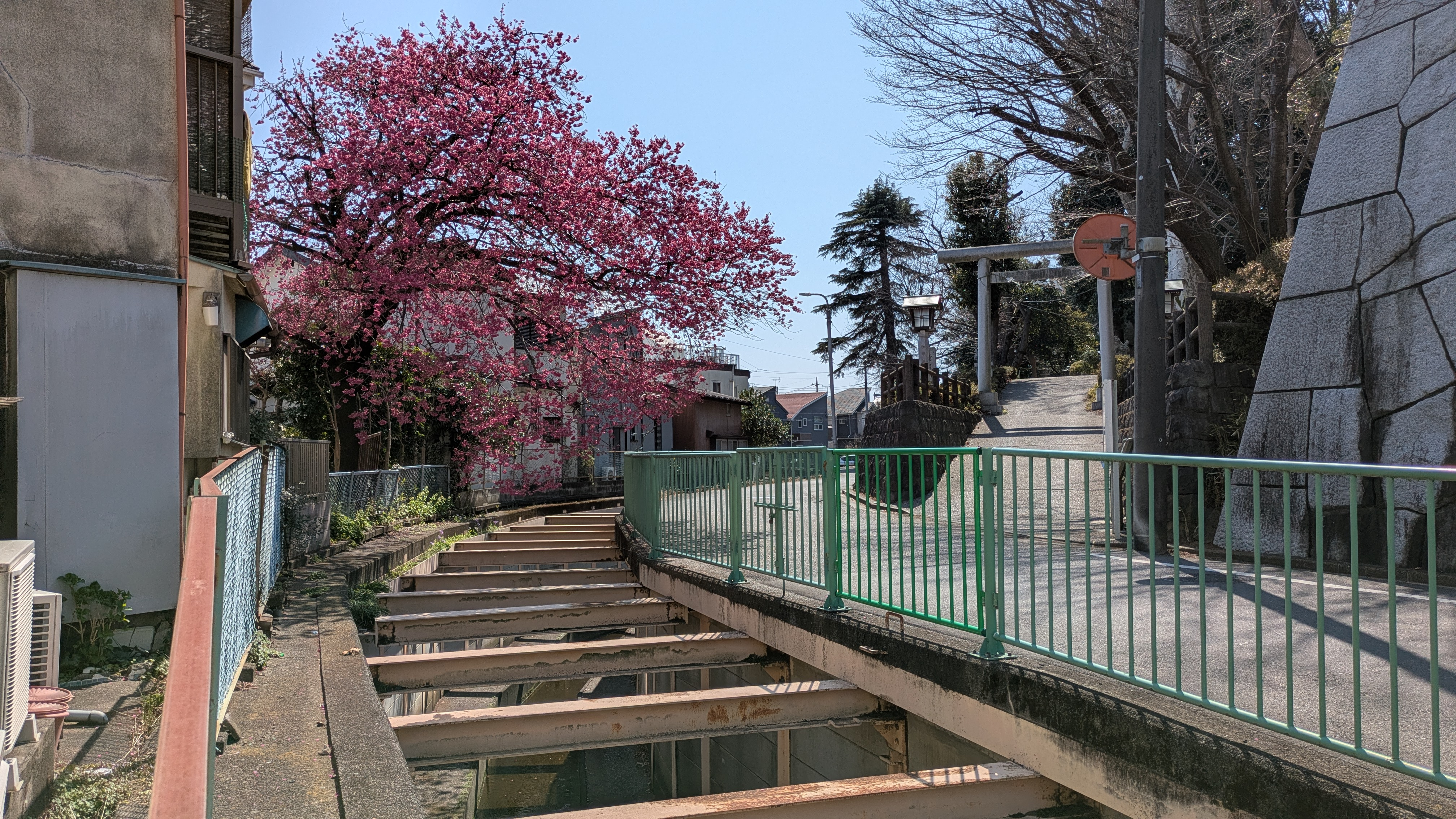
糟嶺神社鳥居と入間川(調布市入間町)
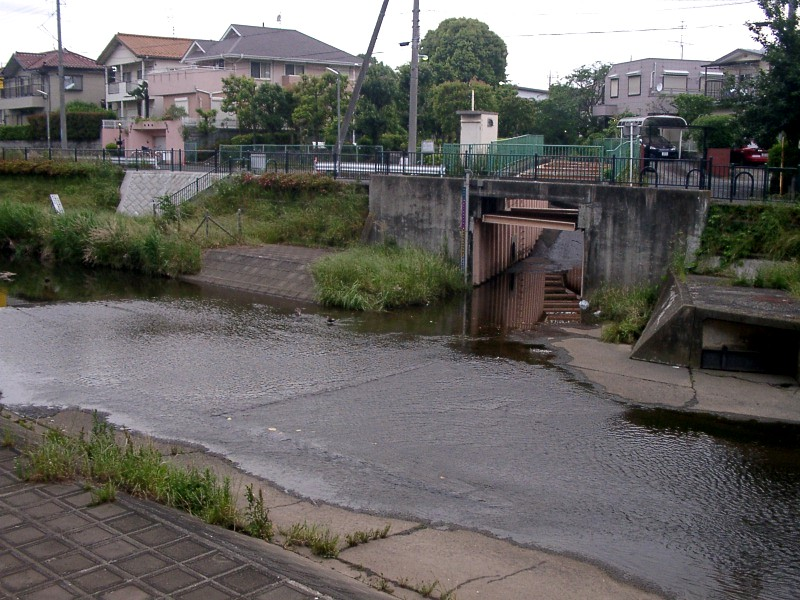
野川に合流する入間川（調布市入間町/狛江市東野川）
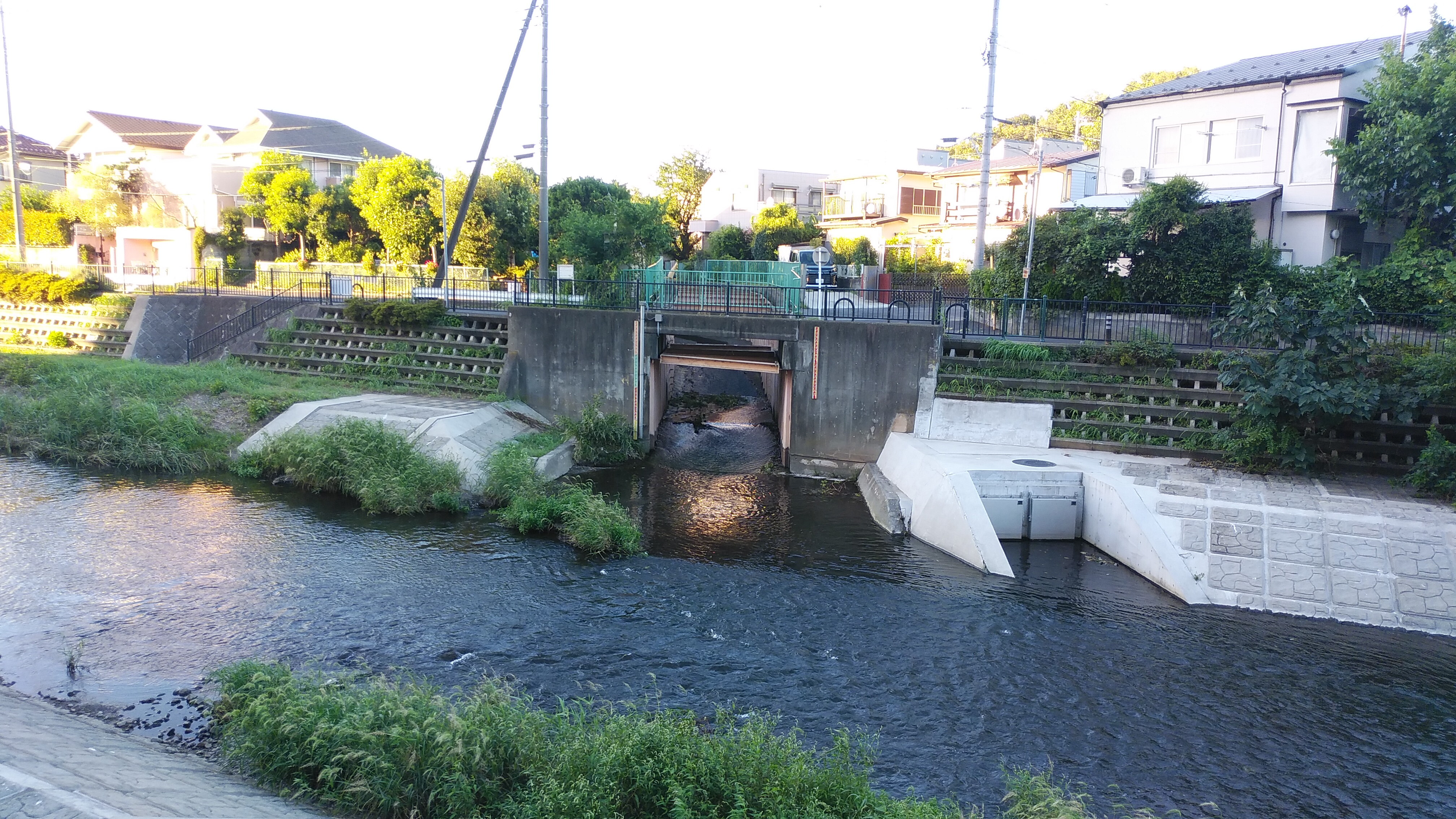
野川の合流部2024年時点 護岸改修されている（調布市入間町/狛江市東野川）

### ライブカメラ
- YouTube東京都水防チャンネル【入間川】入間川映像監視局［調布市若葉町3］ 若葉町_(調布市)
- YouTube東京都水防チャンネル【入間川】入間川分水路映像監視局［調布市東つつじケ丘2］ 東つつじケ丘_(調布市)
- YouTube東京都水防チャンネル【野川】野川映像監視局［狛江市東野川3］ 東野川_(狛江市)